# محمد ندوي
محمد واليو ندوي مواليد 15 ديسمبر 1991 في دكار في السنغال، هو لاعب كرة قدم سنغالي.

## روابط خارجية
محمد ندوي على موقع ناشيونال فوتبول تيمز (الإنجليزية)
- محمد ندوي على موقع Soccerway.com (الإنجليزية)
- محمد ندوي على موقع عالم كرة القدم.نت (الإنجليزية)